# Night Trap (film)
Night Trap (ook uitgebracht als Mardi Gras for the Devil) is een Amerikaanse horrorfilm uit 1993 onder regie van David A. Prior.

## Verhaal
Een man, genaamd Bishop (Michael Ironside) verkoopt zijn ziel aan de duivel en laat een spoor van satanische moorden achter tijdens Mardi Gras te New Orleans. Detective Mike Turner (Robert Davi) gaat achter de zielloze moordenaar aan en krijgt de hulp van politiekapitein Hodges (John Amos). Bishop is van plan iedereen in de omgeving van Turner te vernietigen en zijn ziel te veroveren.

## Rolverdeling
| Acteur                       | Personage        |
| ---------------------------- | ---------------- |
| Robert Davi                  | Mike Turner      |
| Michael Ironside             | Bishop           |
| John Amos                    | Capt. Hodges     |
| Mike Starr                   | Det. Williams    |
| Mickey Jones                 | barman           |
| Lesley-Anne Down             | Christine Turner |
| Lydie Denier                 | Valerie          |
| Margaret Avery               | Miss Sadie       |
| Lillian Lehman               | Mrs. Hodges      |
| Jack Forcinito (Jack Verell) | Stevens          |
| David Dahlgren               | Johnson          |
| Earl Jarrett                 | bewaker          |
| Keri-Anne Bilotta            | Michelle         |
| Butch Robbins                | chauffeur        |
| Michael J. Anderson          | politieagent     |
| Lynwood Robinson             | politieagent     |
| Portia Bennett Johnson       | danser           |